# Las Gracias (Irlanda)
Las Gracias consistieron en una serie de reformas judiciales que intentaron llevar a cabo los nativos católicos de Irlanda en 1625-1641.

## Trasfondo
Desde 1570 hasta 1625 la mayoría de los nativos de la isla habían permanecido fieles a la religión católica a pesar de la legislación que los excluía cada vez más del mundo político y oficial. En la adhesión de Carlos I en 1625, cuya reina fue la princesa francesa Enriqueta María de Francia, los católicos más acaudalados que se sentaron en la casa de los lores de Irlanda y la casa de comunes de Irlanda se movilizaron para reformar la legislación anticatólica.
En 1628 se listaron las reformas propuestas y fueron colectivamente descritas como Las Gracias, basándose en la teoría de que Carlos I ejercería gracia para permitir que los católicos leales tomasen parte total en la vida política y que también asegurase los títulos de sus tierras. Al comienzo, Carlos I estuvo de acuerdo con las reformas requeridas, sujetas a legislación. Al mismo tiempo intentaba gobernar sin necesidad de asistencia financiera de sus parlamentarios en Irlanda, Inglaterra y Escocia. Hecho que debido a que la corona había vendido la mayoría de sus estados para sufragar los gastos en 1590-1625 y que la dinastía Stuart no era muy acaudalada, resultó en difícil tarea.
La conquista Tudor culminó en la guerra de los Nueve Años irlandesa, la cual, junto al exilio conocido como la «Fuga de los Condes» en 1607, condujo a reformas que en 1613 crearon una ligera mayoría de oficiales y colonos «nuevos ingleses» en la casa de los comunes de Irlanda. La casa de lores de Irlanda aun poseía mayoría católica, compuesta principalmente de terratenientes gaélicos y de «viejos ingleses» de origen normando. Aunque estos dos últimos grupos habían estado en guerra durante siglos, compartían ahora un interés en común por reformar sus discapacidades legales.